# Alfred Knobloch
Alfred Karl Ernst Knobloch (* 9. Februar 1859 in Wilhelmsfeld (heute zu Boxberg, Oberlausitz); † 31. Mai 1916 in Berlin) war von 1899 bis 1910 Oberbürgermeister von Bromberg.

## Familie
Knobloch war Sohn des königlichen Landvermessers Wilhelm Knobloch und seiner Frau Ida, geb. Vitzthum von Eckstaedt. Er war mit Clara Hoche verheiratet, mit der er eine Tochter und zwei Söhne hatte.

## Leben
Knobloch besuchte Gymnasien in Breslau (1866–1873) und Dresden. Anschließend studierte er Rechtswissenschaften an der Universität Breslau (1878–1881). Als Beisitzer (1887) arbeitete er in Bezirksgerichten in Hirschberg, Habelschwerdt, Goldberg und Landeshut. Im Jahre 1890 zog er nach Posen, wo er in der Provinzverwaltung der Provinz Posen tätig war. Er war dort mit dem Aufbau der Unfallversicherung in der Landwirtschaft beschäftigt.
Knobloch war ein Verfechter der Germanisierung der polnischen Gebiete, die sich unter anderem im Zurückdrängen der polnischen Sprache in Gesellschaft und den Schulen äußerte. So setzte er sich für Zulagen von Deutschlehrern ein. Knobloch förderte auch die wirtschaftliche Verflechtung der Provinz Posen mit den anderen Teilen des Reichs sowie eine verstärkte Zuwanderung und das Einwerben von Kapital aus den westlichen Provinzen. Er ging davon aus, dass die Region aufgrund zu geringer Investitionen wirtschaftlich zurückgeblieben war und Grund hierfür die deutsche Minderheit in der Bevölkerung sei.
1899, nach dem Tod von Bürgermeister Hugo Braesicke, bemühte Knobloch sich um das Bürgermeisteramt von Bromberg, zu dem ihn der Stadtrat am 23. Februar 1899 wählte. Am 17. April 1899 wurde er in das Amt eingeführt, 1900 wurde er als Vertreter der Stadt in das Herrenhaus berufen. Er war Mitglied der Bromberger Freimaurerloge Janus.
Knoblochs Amtszeit fiel in eine Zeit des stürmischen Wachstums der Stadt Bromberg. Neue Vororte entstanden, Straßen und weitere Infrastruktur wie Wasserversorgung und Kanalisation  entstanden. Besonders kümmerte sich Knobloch um den Bau von Bildungseinrichtungen, neben einer Stadtbibliothek, zahlreichen Grundschulen auch eine Gewerbeschule. 1902 gelang die Ansiedlung einer Landwirtschaftsakademie, die ein Vorläufer der heutigen Universität von Bromberg wurde. Die Gründung einer Universität, für die Knobloch intensiv bei der preußischen Regierung warb, konnte er jedoch nicht durchsetzen.
Nach Ablauf seiner 12-jährigen Amtszeit kandidierte Knobloch nicht mehr. Er verließ Bromberg und ließ sich in Berlin als Rechtsanwalt nieder. Er starb am 31. Mai 1916 nach kurzer Krankheit in einem Berliner Krankenhaus.
Neben seinen administrativen und politischen Tätigkeiten war Knobloch auf künstlerischem Gebiet aktiv. Unter eigenem Namen sowie dem Pseudonym Benjamin Corda war er Autor verschiedener Romane und Übersetzungen.

## Werke
- Paulus. Drama in 5 Akten. Berlin um 1912
- Tiefen. Drama in 5 Akten. Berlin 1912
- Der Meister von Danzig und andere Novellen. Berlin 1914
- Gläserne Wände. Ein Roman. Berlin 1914
- Heimat. Ein Roman. Hrsg. von Peter Hamecher. Berlin 1918

## Schriften
- Hansabund. In: Handbuch der Politik, Berlin und Leipzig 1914